# 2014-es olasz labdarúgókupa-döntő
A 2014-es olasz labdarúgókupa-döntő a 66. döntő volt a Coppa Italia történetében. A mérkőzést a Olimpiai Stadionban Rómában rendezték 2014. május 3-án. A két részvevő a ACF Fiorentina és a SSC Napoli volt.
Az döntőben a Napoli a duplázó Lorenzo Insigne vezérletével 3–1-re legyőzte a Fiorentinát, így története során ötödször nyerte meg a sorozatot. A találkozó krónikájához tartozik, hogy a nápolyiak Gökhan Inler kiállítása miatt a 79. perctől kezdve emberhátrányban játszottak.

## Út a döntőbe
|          |                            |               |          |                            |
| Ellenfél | Eredmény                   |               | Ellenfél | Eredmény                   |
| Chievo   | 2–0                        | Nyolcaddöntők | Atalanta | 3–1                        |
| Siena    | 2–1                        | Negyeddöntő   | Lazio    | 1–0                        |
| Udinese  | 1–2, 2–0 (3–2 összesített) | Elődöntő      | Roma     | 2–3, 3–0 (5–3 összesített) |

## A mérkőzés
Az első gólig egészen a 11. percig kellett várni. Egy villámgyors kontra végén Hamsík lekészítése után Lorenzo Insigne tekert a kapu bal oldalába megszerezve a vezetést a csapatának. A 17. percben megduplázta előnyét az SSC Napoli. Az argentin támadó egyéni akciója végén beadása Hamsíknak pontatlan lett, Insignének azonban nem, a fiatal olasz pedig megduplázta saját maga és csapata góljainak számát. Az első félidő vége felé fokozatosan kezdte átvenni a kezdeményezést a Fiorentina, és Borja Valero távoli lövésével jelezte, nem adta még fel a harcot. A 28. percben szépített is, Ilicic nagyszerű indítása után Vargas kapásból kilőtte a jobb alsót, így az eredmény 2-1-re változott.
Az első félidő pörgése után a másodikra visszaesett az iram és a színvonal, és sokáig csak a szabálytalanságok és a cserék jelentettek érdekességet. A 79. percben Gökhan Inler megkapta a második sárgáját is, azaz tíz emberrel folytatta a Napoli tovább a mérkőzést. A döntő végén a csereként beálló Dries Mertens adta meg a kegyelemdöfést a ráadás pillanataiban, a Napoli így végül 3–1-re nyert, és ötödször hódította el az Olasz Kupát.

### Részletek
| 2014. május 3. 21:45 |

| Fiorentina | 1–3               | Napoli                        |
| ---------- | ----------------- | ----------------------------- |
| Vargas 28' | (1–2) Jegyzőkönyv | Insigne 11' 17' Mertens 90+2' |

| Olimpiai Stadion, Róma Nézőszám: 65 000 Játékvezető: Daniele Orsato |

| Fiorentina | Napoli |

|                   |    |                    |     |     |
|                   |    |                    |     |     |
| GK                | 1  | Neto               |     |     |
| RB                | 2  | Gonzalo Rodríguez  |     |     |
| CB                | 15 | Stefan Savić       |     |     |
| CB                | 23 | Manuel Pasqual (c) |     | 56' |
| LB                | 40 | Nenad Tomović      | 48' |     |
| CM                | 4  | David Pizarro      |     |     |
| CM                | 10 | Alberto Aquilani   |     | 83' |
| AM                | 8  | Borja Valero       | 10' |     |
| LM                | 66 | Juan Manuel Vargas |     |     |
| RM                | 17 | Joaquín            |     | 72' |
| CF                | 72 | Josip Iličić       | 40' |     |
| Cserék:           |    |                    |     |     |
| GK                | 25 | Antonio Rosati     |     |     |
| DF                | 3  | Modibo Diakité     |     |     |
| DF                | 4  | Facundo Roncaglia  |     |     |
| DF                | 5  | Marvin Compper     |     |     |
| MF                | 8  | Marko Bakić        |     |     |
| MF                | 14 | Matías Fernández   | 65' | 56' |
| MF                | 21 | Massimo Ambrosini  |     |     |
| MF                | 27 | Rafał Wolski       |     |     |
| MF                | 30 | Ryder Matos        |     |     |
| MF                | 88 | Anderson           |     |     |
| FW                | 32 | Alessandro Matri   |     | 83' |
| FW                | 49 | Giuseppe Rossi     |     | 72' |
| Menedzser:        |    |                    |     |     |
| Vincenzo Montella |    |                    |     |     |

|                |    |                    |          |     |
|                |    |                    |          |     |
| GK             | 25 | Pepe Reina         | 81'      |     |
| RB             | 4  | Henrique           |          |     |
| CB             | 21 | Federico Fernández |          |     |
| CB             | 31 | Fauzi Gulam        |          |     |
| LB             | 33 | Raúl Albiol        | 36'      |     |
| DM             | 7  | José Callejón      |          |     |
| RM             | 8  | Jorginho           |          |     |
| CM             | 17 | Marek Hamšík (c)   |          | 63' |
| CM             | 24 | Lorenzo Insigne    |          | 81' |
| LM             | 88 | Gökhan Inler       | 50′, 79′ |     |
| CF             | 9  | Gonzalo Higuaín    |          | 70' |
| Cserék:        |    |                    |          |     |
| GK             | 15 | Roberto Colombo    |          |     |
| GK             | 80 | Toni Doblas        |          |     |
| DF             | 2  | Anthony Réveillère |          |     |
| DF             | 5  | Miguel Britos      |          |     |
| DF             | 11 | Christian Maggio   |          |     |
| MF             | 14 | Dries Mertens      |          | 63' |
| MF             | 16 | Giandomenico Mesto |          |     |
| MF             | 18 | Juan Zúñiga        |          |     |
| MF             | 20 | Blerim Džemaili    |          |     |
| MF             | 85 | Valon Behrami      |          | 81' |
| FW             | 19 | Goran Pandev       |          | 70' |
| FW             | 91 | Duván Zapata       |          |     |
| Menedzser:     |    |                    |          |     |
| Rafael Benítez |    |                    |          |     |